# Битва за Бендеры (1918)
Би́тва за Бенде́ры — сражение за город Бендеры между румынскими войсками — с одной стороны, и местными добровольцами и Румчеродом — с другой с 29 января по 7 февраля 1918 года.
Вступление румынских войск на территорию Молдавской Демократической Республики началось после того, как Сфатул Цэрий проявил лояльность к Румынии. Румыния стремилась занять Бессарабию, которая вошла в состав Российской империи в 1812 году. Ей препятствовали это сделать Румчерод и местное ополчение. Фактически в МДР шёл вооружённый конфликт.
После того, как весь север МДР был занят румынскими войсками, те попытались выйти к Днестру. 29 января румынские части попытались проникнуть в Бендеры, однако встретили сопротивление, возглавляемое Г. Борисовым. Румынским подразделениям также противостояли 5-й и 6-й Заамурские полки, дислоцировавшиеся на тот момент в городе. 2 февраля состоялся повторный штурм города, румынским войскам удалось войти в него, однако они были отброшены на исходные позиции прибывшими из-за Днестра большевистскими формированиями. После боёв 7 февраля Бендеры вновь попали под контроль румынских войск, на этот раз оборонявшие город части покинули его.
После взятия Бендер румынские войска собрали возле здания паровозного депо около 3000 человек, велели снять верхнюю одежду и целый день продержали на морозе. Около 500 защитников города было расстреляно возле забора, который впоследствии получил название «Чёрный».